# Kozjatyn
Kozjatyn (ukrajinsky Козятин; rusky Казатин, Kazatin) je město ve Vinnycké oblasti na Ukrajině. Leží na řece Hujvě ve vzdálenosti 75 kilometrů od Vinnycji, správního střediska celé oblasti. Žije zde přibližně 22 tisíc obyvatel.
Jedná se o důležitý železniční uzel.

## Rodáci
- Ivan Mykolajovyč Demjaňuk (1920–2012), nacistický válečný zločinec